# Рекюрт
Рекю́рт (фр. Recurt, окс. Arrecurt) — коммуна во Франции, находится в регионе Юг — Пиренеи. Департамент — Верхние Пиренеи. Входит в состав кантона Галан. Округ коммуны — Тарб.
Код INSEE коммуны — 65376.

## География

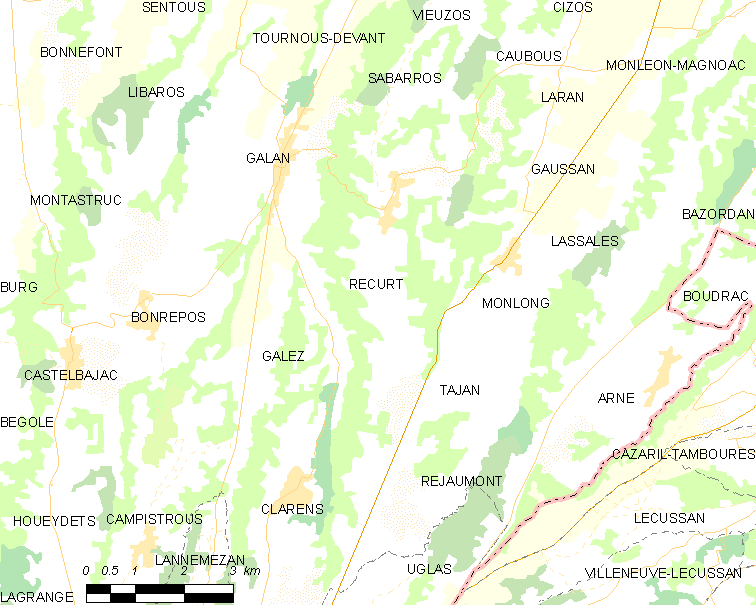
Карта коммуны

Коммуна расположена приблизительно в 650 км к югу от Парижа, в 95 км северо-западнее Тулузы, в 30 км к востоку от Тарба.
Коммуна расположена на плато Ланнемезан. На востоке коммуны протекает река Соль.

## Климат
Климат умеренно-океанический с солнечной тёплой погодой и обильными осадками на протяжении практически всего года.

## Население
Население коммуны на 2010 год составляло 180 человек.
| 1962 | 1968 | 1975 | 1982 | 1990 | 1999 | 2010 |
| ---- | ---- | ---- | ---- | ---- | ---- | ---- |
| 299  | 279  | 253  | 243  | 235  | 200  | 180  |

## Администрация
| Период | Период | Фамилия     | Партия | Примечания |
| ------ | ------ | ----------- | ------ | ---------- |
| 2001   | 2014   | Эме Форг    |        |            |
| 2014   | 2020   | Югет Панофр |        |            |

## Экономика
В 2010 году среди 110 человек трудоспособного возраста (15-64 лет) 82 были экономически активными, 28 — неактивными (показатель активности — 74,5 %, в 1999 году было 74,8 %). Из 82 активных жителей работали 79 человек (41 мужчина и 38 женщин), безработных было 3 (0 мужчин и 3 женщины). Среди 28 неактивных 3 человека были учениками или студентами, 18 — пенсионерами, 7 были неактивными по другим причинам.

## Достопримечательности
- Часовня Нотр-Дам